# Dialetto veneto occidentale
Il dialetto veneto occidentale o veronese è un complesso dialettale della lingua veneta.
Il gruppo è diffuso nella provincia di Verona entro il territorio delimitato dal Garda, dal Mincio dall'Adige e dal Po; esistono dunque particolari zone di interferenza con il bresciano e il mantovano.
Dal punto di vista storico, il veronese ha in realtà un substrato gallo-italico su cui si è successivamente imposto il veneto.

## Caratteristiche

### Fonetica
I foni del veronese non sono troppo diversi da quelli veneziano in quanto le consonanti interdentali caratteristiche del veneto centrale (/θ/ e /ð/) sono assolutamente rare e limitate solo ad alcune varietà rustiche. Alcune zone tendono a sostituire il suono /s/ con una consonante sibilante simile a /ts/.
Viene persa la dittongazione derivante dal latino ĕ, per cui "viene" è tradotto con vén (vién in veneziano), "miele" con mél (mièl in veneziano) e via dicendo.
Il gruppo interno /kj/ si è evoluto in /d͡ʒ/ e quindi in /i/: si ha quindi spèio o, in certe zone, spèo ("specchio"). A Verona città, invece, l'esito è del tutto analogo al veneziano con il fono /t͡ʃ/: spècio.

### Conservazione delle consonanti
La consonante /v/ è molto debole in posizione interna (péar "pepe", veneziano pévare; pióa "pioggia", veneziano pióva) e nelle varianti rustiche anche ad inizio parola (òlta "volta", veneziano vòlta).
A differenza di molti altri dialetti veneti la consonante /l/ viene mantenuta.

### Conservazione delle vocali e suffissi
Le vocali finali tendono a cadere, sebbene con modalità differenti rispetto al feltrino-bellunese. Di conseguenza, i suffissi latini -ārius e -ĕŏlus sono resi rispettivamente con -ar (scarpàr "calzolaio", mulinàr "mugnaio") e -ól (paról "paiolo", fiól "figlio"). Inoltre, il corrispondente del veneziano -ièr e del centrale -iéro è -ér: mestér "mestiere", contrapposto a mestièr e mestiéro.

### Morfologia
Specialmente nei dialetti rustici risulta assai diffuso il metaplasmo per ricondurre tutti i maschili in /o/ e i femminili in /a/: dolso ("dolce"), verdo ("verde"), zóino e zóina ("giovane"), féara ("febbre"), parento e parenta ("parente").
Il latino -āti (participio passato maschile plurale) ha prodotto -è: quindi malè ("ammalati"), andè ("andati"); in aggiunta, prè ("prati") e cugné ("cognati").
Tra i pronomi spiccano le che è anche maschile singolare (i te le dà "te lo danno"), nonché l'interrogativo ci "chi" (ci èlo? "chi è?"), da non confondere con chi "qui".
Per quanto riguarda la coniugazione interrogativa, il veronese presenta uno schema del tutto particolare. Si citano in particolare:
- sónti?, gónti? e dorménti? ("sono (io)?", "ho (io)?" e "dormo (io)?")
- situ? o sito? ("sei (tu)?")
- èlo? ("è (lui)?)
- sénti? ("siamo (noi)?")
- sìo?, gaìo?, andéo? e dormìo? ("siete (voi)?", "avete (voi)?", "andate (voi)?" e "dormite (voi)?")
- èi? o èli ("sono (essi)?")

Da ricordare, quale esempio, la formula sa fèto? ("cosa fai?" ovvero "come stai?").

### Lessico
Del lessico sono da notare alcune peculiarità: arfiar "respirare", riolar "fischiare" (veneziano "subiar"), butèl "giovanotto" con butìn e buteleto "bambino" (veneziano putìn e putèo "bambino"), guasso "padrino" (termine trentino di origine tedesca), dessedàrse "svegliarsi" (cfr. l'italiano destarsi), pessàda "pedata", reguso "fieno di secondo taglio", spiansar "spruzzare", tortór "imbuto" (da trasiectōrium), sdinsala "zanzara".

## Esempio di poesia in veronese
Uno dei più grandi esponenti letterari del dialetto veronese è forse da considerarsi Berto Barbarani. Di seguito è riportato un esempio di veronese letterario nella poesia Quà dove l'Adese:
rompe nei ponti la so canson,

stao atento ai versi che pol negarse,

li tiro a riva, col me baston...
Li tegno al suto, li meto al caldo

parchè i renvegna, che i ciapa fià,

li mando a spasso sul Montebaldo

che li fa degni de sta çità.
Quando jè svelti, libari e pronti,

ridoti a l'uso de la rason,

mi che me godo guardar dai ponti,

rompo ne l'Adese la me canson...
Canto i molini, canto le ciese,

co la me solita sincerità,

canto le done del me paese

de un bel simpatico che no se sa...
Se la me vita de tutti  i giorni

la va via ciara, canto così:

se la fortuna la me fa i corni

màstego amaro par tuto un dì;
me scondo drento de 'na ostaria,

nego la rabia drento nel vin...

Torna l'alegra malinconia,

caval del mato del me destin!»
Rompe nei ponti la sua canzone

sto attento ai versi che possono annegare

li porto a riva, con il mio bastone...
Li tengo all'asciutto, li metto al caldo

cosicché tornino in sé, così che prendano fiato,

li mando a passeggiare sul Monte Baldo

che li rende degni di questa città.
Quando son svelti, liberi e pronti

ridotti all'uso della ragione

io che mi diverto a guardare il paesaggio dai ponti

rompo nell'Adige la mia canzone...
Canto i mulini, canto le chiese,

con la mia sincerità di sempre,

canto le donne del mio paese

così bene che non si sa...
Se la mia vita di tutti i giorni

va via chiara, liscia, canto così:

se la fortuna mi fa le corna

mi rodo per tutto il giorno;
mi nascondo dentro un'osteria

annego la rabbia nel vino...

Torna l'allegra malinconia

a cavallo del mio pazzo destino!»
(Berto Barbarani, Qua dove l'Adese)